# Самко, Стефан Григорьевич
Стефан Григорьевич Самко (род. 28 марта 1941, Ростов-на-Дону) — математик, доктор физико-математических наук. Профессор. Почётный член Академии наук Высшей школы Украины.

## Биография
Стефан Григорьевич Самко родился 28 марта 1941 года в городе Ростове-на-Дону. Его родители — Григорий Петрович и Валентина Степановна — были преподавателями.
В 1958 году он окончил среднюю железнодорожную школу № 1 города Ростова-на-Дону. Поступил на физико-математический факультет Ростовского государственного университета. После того, как стал выпускником университета, продолжил обучение в аспирантуре РГУ. Его научным руководителем стал профессор Юрий Иосифович Черский.
В 1967 году защитил кандидатскую диссертацию. Начал работать на кафедре дифференциальных уравнений. Вначале занимал должность ассистента, со временем стал профессором и заведующим кафедрой. Во время своей работы преподавателем Ростовского государственного университета, он разработал и читал такие курсы, как «Обобщенные функции», «Сферические гармоники», «Математический анализ», «Уравнения математической физики», «Дифференциальные уравнения», «Интерполяция линейных операторов».
В 1979 году защитил кандидатскую диссертацию в Математическом институте им. В. А. Стеклова. Автор книги «Гиперсингулярные интегралы и их приложения» и энциклопедической монографии «Интегралы и производные дробного порядка», написанной в соавторстве.
С 1979 по 1981 год занимал должность декана механико-математического факультета Ростовского университета. В 1989 году стал заведующим кафедрой дифференциальных и интегральных уравнений РГУ. Был на это должности до 1998 года.
В 1992 году Стефан Григорьевич стал Фулбрайтовским профессором в университете США. В 1994 году стал работать в университете Алгарве, который находится в городе Фаро в Португалии. С 2003 по 2005 год он был руководителем департамента математики университета Алгарве.
Вместе с Н. К. Карапетянцем он написал монографию «Уравнения с инволютивными операторами и их приложения».